# Войтих Чановицький
Войтих Чановицький (пол. Wojciech Czanowiecki; роки народження та смерті невідомі) — гетьман Війська Запорізького реєстрового в 1590.

## Життєпис
Був вибраний польською владою для зміцнення козацького реєстру та перетворення козаків на своє військо. Разом з козаками мусив відбивати напади татар.
Згідно з датуванням, саме під час командування Чановицького був призначений полковником Війська Запорізького Криштофа Косинського.
1590 року Бориспіль згадується в документах як містечко, що його польський король подарував Чановицькому, гетьману Запорозьких низових козаків.